# Jacobaea ferganensis
Jacobaea ferganensis là một loài thực vật có hoa trong họ Cúc. Loài này được (Schischk.) B.Nord. & Greuter mô tả khoa học đầu tiên năm 2006.